# Human Rights Watch
«Human Rights Watch» («Хью́ман Райтс Вотч», с англ. — «дозор прав человека», HRW) — неправительственная организация со штаб-квартирой в США, осуществляющая мониторинг, расследование и документирование нарушений прав человека более чем в 70 странах мира.

## История
Human Rights Watch была основана в 1978 году Робертом Бернштейном и Арье Найером как частная американская неправительственная организация Helsinki Watch для мониторинга соблюдения Советским Союзом Хельсинкских соглашений 1975 году. Организация оказывала публичное давление на правительства, нарушающие права человека, через СМИ и прямые контакты с политиками. В самой организации заявляют, что привлечение международного внимания к нарушениям прав человека в СССР и странах «восточного блока» способствовало демократическим переменам в регионе в конце 1980-х годов.
В 1981 году была создана Americas Watch для расследования предполагаемых военных преступлений в ходе гражданских войн в Центральной Америке. Позднее были созданы другие региональные филиалы — Asia Watch (1985), Africa Watch (1988) и Middle East Watch (1989), входящие в объединение The Watch Committees. В 1988 году они были объединены в единую структуру, получившую название Human Rights Watch.

## Деятельность
Human Rights Watch проводит свою работу по защите прав человека в более чем ста странах мира. Целью работы организации является построение мира, где права людей будут соблюдаться.
Руководствуясь Всеобщей декларацией прав человека, Human Rights Watch выступает против нарушения основополагающих прав и свобод, в том числе против смертной казни и дискриминации по признаку сексуальной ориентации. Организация выступает за свободу религии и свободу прессы. Для достижения этих целей используется публичное давление на правительства и отдельных политиков в интересах обуздания нарушений и привлечение ведущих держав к оказанию воздействия на нарушителей.
Human Rights Watch публикует доклады по результатам исследования нарушений международных норм о правах человека, как они сформулированы во Всеобщей декларации прав человека, и других норм в этой области, которые в организации считают международно признанными. На основе этих докладов ведётся работа по привлечению международного внимания к нарушениям и оказания давления на правительства и международные организации в интересах реформ. Исследователи проводят миссии по установлению фактов, задействуют дипломатию, поддерживают контакт с пострадавшими, ведут досье по обществу в целом и конкретным персоналиям, в критической ситуации обеспечивают отдельным лицам безопасность, в нужный момент развёртывают кампании в местных и международных СМИ. В докладах затрагиваются такие проблемы, как социальная и гендерная дискриминация, пытки, дети-солдаты, коррупция во власти, нарушения в уголовном судопроизводстве, легализация абортов. Предметом документирования и освещения также являются различные нарушения законов и обычаев войны (международного гуманитарного права).
Human Rights Watch также поддерживает во всём мире писателей, которых преследуют за их творчество и которые нуждаются в финансовой помощи. Гранты Хеллман/Хаммета финансируются на средства драматурга Лилиан Хеллман через соответствующие фонды и за счет фондов её партнера — романиста Дэшиэлла Хаммета. Помимо прямой финансовой помощи гранты Хеллман/Хаммета помогают привлечь международное внимание к активистам, которые подвергаются преследованиям за выступления в защиту прав человека.
Human Rights Watch ежегодно присуждает правозащитную премию активистам, которые являются примером бескомпромиссной борьбы за права человека. Лауреаты тесно сотрудничают с организацией в расследовании и предании гласности нарушений.
Human Rights Watch была одной из шести международных неправительственных организаций, основавших в 1998 г. Коалицию против использования детей-солдат. Она также является сопредседателем Международной кампании по запрещению противопехотных мин — глобальной неправительственной коалиции, которой удалось добиться появления Оттавской конвенции 1997 г. о запрещении применения, накопления запасов, производства и передачи противопехотных мин и об их уничтожении.
Human Rights Watch также является членом-учредителем неправительственной глобальной сети по мониторингу цензуры International Freedom of Expression Exchange и Коалиции против кассетных боеприпасов, деятельность которой привела к принятию в 2008 г. соответствующей международной конвенции. Human Rights Watch имеет в своем штате свыше 275 сотрудников (экспертов по странам, юристов, журналистов, учёных) и работает более чем в 90 странах мира. Штаб-квартира в Нью-Йорке, офисы в Амстердаме, Бейруте, Берлине, Брюсселе, Чикаго, Женеве, Гоме, Йоханнесбурге, Лондоне, Лос-Анджелесе, Москве, Найроби, Париже, Сан-Франциско, Сиднее, Токио, Торонто, Тунисе, Вашингтоне и Цюрихе. Организация поддерживает прямой доступ в большинство стран, ситуацию в которых она освещает. В некоторые страны доступ для исследователей закрыт, в частности на Кубу, в КНДР, Судан, Иран, Египет, ОАЭ и Венесуэлу.
Действующий исполнительный директор Кеннет Рот занимал этот пост с 1993 по 2002 гг. Он занимался документированием нарушений в Польше после введения там чрезвычайного положения в 1981 г., впоследствии — ситуацией в Гаити, которая тогда только что освободилась от диктатуры Дювалье. Интерес к правам человека возник у Рота в связи с рассказами его отца о бегстве из нацистской Германии в 1938 г. Он окончил юридический факультет Йельского университета и университет Брауна.

### Публикации
Human Rights Watch публикует доклады по широкой тематике проблем и ежегодно выпускает Всемирный доклад с общим обзором ситуации с правами человека во всем мире. С 2006 г. Всемирный доклад издаёт Seven Stories Press; нынешнее издание 2017 г. «Популистская демагогия угрожает правам человека» вышло в январе 2017 г. и охватывает период 2016 г. Хьюман Райтс Вотч широко документировала такие ситуации, как геноцид в Руанде (1994), события в Демократической Республике Конго, проблема учёта лиц, совершивших преступления сексуального характера в США, в контексте его избыточно широкого охвата и применения к несовершеннолетним.
Летом 2004 г. депозитарием архива Human Rights Watch стала библиотека редких книг и рукописей Колумбийского университета (Нью-Йорк). Архив представляет собой пополняемое собрание материалов, документирующих десятилетия исследований по всему миру. До того архив хранился в библиотеке Норлина Университета Колорадо (Боулдер). В него входят административные файлы, материалы публичной переписки, файлы по кейсам и странам. За некоторыми исключениями, обусловленными соображениями безопасности, университетскому сообществу и широкой публике доступны полевые записи, аудиозаписи и транскрипты интервью с предполагаемыми жертвами нарушений прав человека, видео- и аудиозаписи и другие материалы, документирующие деятельность организации с момента её создания в 1978 г. в формате Helsinki Watch.

### Сравнение с Amnesty International
Human Rights Watch и Amnesty International — это правозащитные организации, чьи отличия заключаются в организационной структуре и методах защиты прав.
«Международная амнистия» строится на массовом членстве и использует этот ресурс как главное средство общественных кампаний. Human Rights Watch фокусируется на кризисных исследованиях и объёмных докладах. Эти направления присутствуют и в деятельности «Международной амнистии», однако последняя также широко практикует массовую рассылку обращений, ведение списков «узников совести» и лоббирование их освобождения. Human Rights Watch открыто добивается принятия теми или иными правительствами мер в отношении лиц, причастных к нарушениям прав человека, в том числе называя лиц, заслуживающих ареста, либо введения санкций в отношении государств-нарушителей. Так, недавно организация призывала ввести санкции в отношении высших руководителей Судана, отвечавших за жестокие репрессии в Дарфуре, и требовала освобождения арестованных суданских правозащитников.
Human Rights Watch нередко сопровождает документирование нарушений прав человека объёмным анализом политических и исторических аспектов соответствующей ситуации, отчасти заимствуя его из академических источников. «Международная амнистия» же уделяет общему анализу меньшее внимание, фокусируясь непосредственно на конкретных нарушениях.
В 2010 г. The Times писала, что Human Rights Watch «практически затмила» «Международную амнистию». По мнению издания, в отличие от последней Хьюман Райтс Вотч зависит от крупных доноров, которые хотели бы как можно чаще видеть её материалы в заголовках. Соответственно, организация большей частью склонна «избыточно концентрировать внимание на ситуациях, которые уже звучат в СМИ», особенно в части освещения Израиля.

## Финансы и операции
За финансовый год, закончившийся в июне 2008 г., Human Rights Watch отчиталась о получении публичных пожертвований в размере около USD 44 млн. В 2009 г. организация сообщала, что почти 75 % средств поступают из Северной Америки, 25 % — из Западной Европы, менее 1 % — из других регионов мира.
По данным финансовой оценки 2008 г., Human Rights Watch утверждает, что не получает ни прямого, ни косвенного финансирования от правительств и существует за счёт средств, поступающих от частных лиц и фондов.
В 2010 г. финансист и филантроп Джордж Сорос из фонда «Открытое общество» объявил о намерении выделить Human Rights Watch USD 100 млн в течение десяти лет на поддержку расширения её деятельности по всему миру. Он заявил: «Хьюман Райтс Вотч — это одна из самых эффективных организаций из тех, которые я поддерживаю. Права человека составляют основу наших самых главных устремлений: это сердце любого открытого общества». Благодаря этому гранту, который стал крупнейшим в истории организации, операционный штат был увеличен с 300 до 420 человек.
В 2018 году неправительственная организация Charity Navigator, которая проводит оценку НКО, присвоил Human Rights Watch общий трёхзвёздный рейтинг. Финансовый рейтинг вырос с трёхзвёздного в 2015 г. до максимального четырёхзвёздного в июне 2016 г. По заключению Better Business Bureau, Хьюман Райтс Вотч соответствует его стандартам отчётности за пожертвования.
Общие ежегодные расходы организации составили в 2011 г. — USD 50,6 млн, в 2014 г. — USD 69,2 млн, в 2017 г. — USD 75,5 млн.

## Награды
- В 1996 году организации была присуждена Медаль сопротивления имени Чико Мендеса.
- В 1997 г. Хьюман Райтс Вотч в составе Международной кампании по запрещению противопехотных мин (как один из учредителей) стала лауреатом Нобелевской премии мира, впоследствии сыграла ведущую роль в подготовке Конвенции по кассетным боеприпасам 2008 г[44].
- В апреле 2005 года организации была присуждена премия фонда Теодора Хойса.

## Критика
19 октября 2009 года почётный председатель Human Rights Watch Роберт Бернштейн, основавший эту организацию и руководивший ею на протяжении 20 лет, выступил с публичной критикой в связи с позицией организации по арабо-израильскому конфликту. В открытом письме, опубликованном в Нью-Йорк Таймс, Роберт Бернштейн написал:

…Сегодня же эта организация все чаще забывает о той важной грани, которую она проводила между открытыми и закрытыми обществами. Это больше всего заметно в её работе на Ближнем Востоке. В этом регионе масса авторитарных режимов, грубо попирающих права человека. Но в последние годы Human Rights Watch за нарушения норм международного права гораздо чаще осуждает Израиль, нежели любое другое государство Ближнего Востока.
Оригинальный текст (англ.)Now the organization, with increasing frequency, casts aside its important distinction between open and closed societies. Nowhere is this more evident than in its work in the Middle East. The region is populated by authoritarian regimes with appalling human rights records. Yet in recent years Human Rights Watch has written far more condemnations of Israel for violations of international law than of any other country in the region.

Продолжила эту мысль политический обозреватель Юлия Латынина:

…Два приёма, которые HRW использует для постоянной критики Израиля, очень просты. Первый — это отказ от изучения причин конфликта. «Мы не изучаем причины конфликта, — говорит HRW, — мы изучаем, как стороны конфликта соблюдают права человека». Здорово! Представьте себе, что вы — женщина, на которую в лесу напал маньяк, а вы сумели его застрелить. С точки зрения правозащитников из HRW, вы и будете виноваты. Второй приём ещё проще — это передёргивание, умолчание и ложь.

В мае 2014 года более 100 учёных, включая двух лауреатов Нобелевской премии, Адольфо Переса Эскивеля и Мейрид Корриган, и бывшего помощника генерального секретаря ООН Ганса Кристофа фон Шпонека, написали HRW письмо, в котором поставили под вопрос независимость организации от американских властей.
Деятельность Human Rights Watch критикуется правительствами разных государств, например, таких как Саудовская Аравия, Израиль и некоторыми странами Ближнего Востока; Эфиопия и страны Западной Африки, Венесуэла, Гондурас и страны Латинской и Центральной Америки, Бангладеш, за её тенденциозность.
Также Human Rights Watch критикуют за проблемную методологию исследований, недостаточную скрупулёзность в проверке фактов и игнорирование нарушений менее открытых режимов.